# Advocat del general
Durant les edats mitjana i moderna l'antiga Generalitat de Catalunya, coneguda llavors com a Diputació del General, tenia al seu servei els anomenats advocats del general, que eren dos juristes que l'assessoraven en el dret i les constitucions vigents a casa nostra. El càrrec el van crear les Corts Catalanes el 1413 i set anys després s'establí que els membres fossin renovats cada sis anys, amb eleccions per cada trienni. A més a més a partir del 1560 es van contractar dos advocats del general més per exercir de fiscals pel mateix període i condicions de temps.
Des del segle xv i fins a l'eliminació de la institució el 1714, qualsevol jurista que pretengués entrar al Consell d'Aragó o a l'Audiència havia d'haver exercit abans d'advocat del general o d'advocat de la ciutat.